# Brnobići (Buzet)
Pour les articles homonymes, voir Brnobići.
Brnobići (en italien : Bernobici) est une localité de Croatie située en Istrie, dans la municipalité de Buzet, dans le comitat d'Istrie. En 2001, la localité comptait 59 habitants.

## Démographie
| 1948 | 1953 | 1961 | 1971 | 1981 | 1991 | 2001 |
| ---- | ---- | ---- | ---- | ---- | ---- | ---- |
| 148  | 132  | 123  | 88   | 58   | 62   | 59   |